# Nectria (dier)
Nectria is een geslacht van zeesterren uit de familie Goniasteridae.				

## Soorten
- Nectria humilis Zeidler & Rowe, 1986
- Nectria macrobrachia H.L. Clark, 1923
- Nectria multispina H.L. Clark, 1928
- Nectria ocellata Perrier, 1875
- Nectria ocellifera (Lamarck, 1816)
- Nectria pedicelligera Mortensen, 1925
- Nectria saoria Shepherd, 1967
- Nectria wilsoni Shepherd & Hodgkin, 1966